# Rose Kabagyeni
Rose Kabagyeni é uma agricultora de profissão e política do Uganda que é membro do Parlamento de Uganda desde 2016. Ela representa o distrito de Kisoro.